# 源城区
源城区（げんじょうく）は中華人民共和国広東省河源市に位置する市轄区。

## 歴史
南朝斉により河源県が設置された。1988年1月7日、河源県が地級市に昇格した際に改編され市轄区の源城区となる。

## 行政区画
下部に6街道、2鎮を管轄する
- 街道
  - 上城街道、新江街道、東埔街道、源西街道、高埔崗街道、城東街道
- 鎮
  - 源南鎮、埔前鎮

## 交通

### 鉄道
- 中国国家鉄路集団
  - 京九線
    - 河源駅

### 道路
- 高速道路
  -  長深高速道路
  -  済広高速道路
- 国道
  - G205国道（中国語版）